# Supernova (gruppo musicale cileno)
I Supernova è un gruppo musicale pop cileno formato nel 1999 da quattro adolescenti.
Il gruppo musicale Supernova nasce nel 1999 e segue il successo di molti gruppi interamente femminili dedicati per gli adolescenti. Composto da quattro adolescenti cilene il loro primo album capitanato dal primo singolo uscito Maldito Amor ottiene un grande successo in patria e un discreto successo anche all'estero seguirà anche Tu y yo. Due anni dopo segue un altro album nel quale verranno incluse le canzoni e Se te olvida ed Herida, dopo aver intrapreso il loro primo tour la band perderà popolarità e sarà destinata a scomparire nei primi anni duemila (si scioglieranno nel 2003). Ultimamente (2007-2009) è stata ripresentata in cile in numerosi programmi televisivi.
Nel 2002 sono state nominate ai Grammy Latino nella categoria "Miglior album pop di gruppo vocale".

## Discografia

### Album
- 1999 - Supernova
- 2002 - Retráctate

### Singoli
- 1999 - Toda la noche
- 2000 - Maldito amor
- 2000 - Tu y yo
- 2001 - Sin ti soy un fantasma
- 2002 - Herida
- 2002 - Se te olvida
- 2002 - Pocas palabras
- 2020 - Tan cerca